# Вазодилатация
Вазодилата́ция — медицинский термин, используемый для описания релаксации гладкой мускулатуры в стенках кровеносных сосудов. Это результат процесса выделения из тучных клеток гистамина и гепарина, что ведёт к расширению просвета сосудов и адгезии (прилипание и проникание из сосуда) Т-лимфоцитов в очаг воспаления. Противоположным процессом вазодилатации является вазоконстрикция.
Вещества, вызывающие вазодилатацию, часто используются в качестве лекарственных препаратов для лечения гипертензии.

## Функции
Основная функция вазодилатации заключается в увеличении притока крови к тканям, которые больше всего в ней нуждаются. То есть усиливается приток крови к областям тела, в которых не хватает кислорода и/или питательных веществ. Локализованные ткани имеют несколько способов увеличения кровотока, включая высвобождение сосудорасширяющих средств, прежде всего аденозина, в локальную интерстициальную жидкость, которая диффундирует в капиллярные русла, провоцируя местную вазодилатацию.
Расширение сосудов происходит в поверхностных кровеносных сосудах теплокровных животных, когда их окружающая среда горячая; этот процесс отводит поток нагретой крови к коже животного, где тепло легче отдаётся в окружающую среду. Противоположный физиологический процесс — вазоконстрикция. Эти процессы естественным образом модулируются местными паракринными агентами из эндотелиальных клеток (например, оксид азота, брадикинин, ионы калия и аденозин), а также вегетативной нервной системой и надпочечниками, которые секретируют катехоламины, такие как норадреналин и эпинефрин.
В более тёплых условиях пассивная вазодилатация может быть незначительной или вообще отсутствовать с прерыванием сосудосуживающей иннервации, тогда как в более прохладных условиях эта вазодилатация будет более выраженной. Противоположный физиологический процесс — вазоконстрикция. Снижение средней температуры кожи и/или внутренней температуры вызывает рефлекторную активацию симпатических сосудосуживающих нервов, что приводит к сужению сосудов кожи и уменьшению кожного кровотока.

## Активные вещества, вызывающие вазодилатацию
- Аденозин
- Инозин
- Адреналин и норадреналин, расширяют кровеносные сосуды скелетных мышц, действуя на бета-2 адренергические рецепторы. Эти вещества, однако, являются причиной вазоконстрикции других сосудов.
- Брадикинин
- Гистамин — это один из медиаторов воспаления и аллергических реакций. Его резкий выброс, происходящий, например, при анафилактическом шоке, вызывает внезапное, а иногда и опасное для жизни, падение давления.
- Никотиновая кислота
- Оксид азота(II) — вызывает расслабление гладких мышц кровеносных сосудов. Действие общей группы препаратов, называемых нитраты (нитроглицерин) основывается на влиянии оксида азота.
- Простагландины
- Тетрагидроканнабинол — активное вещество марихуаны, обладает мягким вазодилатационным действием, которое вызывает покраснение глаз у курильщиков.
- Папаверин
- Пентоксифиллин
- Нифедипин — блокатор кальциевых каналов.